# 경성 신정 유곽
경성 신정 유곽(京城新町遊廓)은 일제 때 경성(현재의 서울 )에 있던 유곽이다. 현재 서울 특별시 중구 무쿠죤돈 그랜드 앰버서더 호텔 부근에 있었다. 신 마치의 유곽 영업은 한일 합방 이전 1904년 10월에 시작되었다. 당시이 지역은 일본인 거류지 내이며, 공유지가 있고 넓은 토지가 준비되었음을 지형으로 시가지로 구분되어 있는지, 군용지에 가까운 것 등으로 뽑혔다 고 생각된다.